# Afrikaspiele 2019/Leichtathletik – Speerwurf der Männer

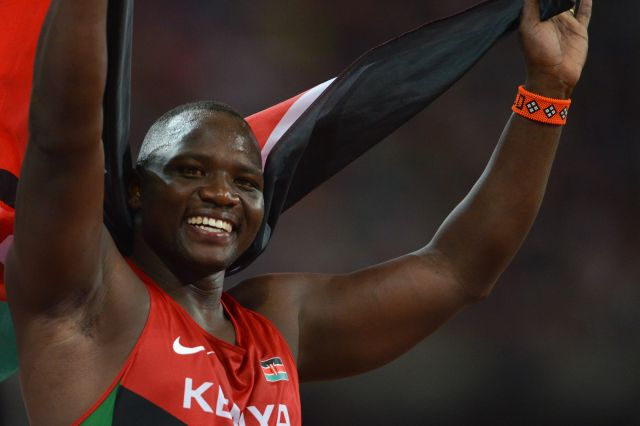
Der Sieger Julius Yego (2015) bei den Weltmeisterschaften in Peking

Der Speerwurf der Männer bei den Afrikaspielen 2019 fand am 30. August im Stade Moulay Abdallah in Rabat statt.
Elf Speerwerfer aus sieben Ländern nahmen an dem Wettbewerb teil. Die Goldmedaille gewann Julius Yego mit 87,73 m, was auch ein neuer Rekord der Afrikaspiele war. Silber ging an Alexander Kiprotich mit 77,50 m und die Bronzemedaille gewann Chinecherem Nnamdi mit 73,24 m.

## Rekorde
| Weltrekord        | Jan Železný      | 98,48 m | Jena, Deutschland                           | 25. Mai 1996       |
| Rekord der Spiele | Ihab Abdelrahman | 85,37 m | Afrikaspiele in Brazzaville, Republik Kongo | 17. September 2015 |

## Ergebnis
30. August 2019, 16:40 Uhr
| Platz | Athlet                   | Land                         | 1. Versuch | 2. Versuch | 3. Versuch | 4. Versuch                             | 5. Versuch                             | 6. Versuch                             | Weite (m) |
| ----- | ------------------------ | ---------------------------- | ---------- | ---------- | ---------- | -------------------------------------- | -------------------------------------- | -------------------------------------- | --------- |
|       | Julius Yego              | Kenia                        | x          | 79,17      | 87,73      | 80,20                                  | –                                      | –                                      | 87,73 GR  |
|       | Alexander Kiprotich      | Kenia                        | x          | 77,50      | x          | 75,28                                  | x                                      | 77,24                                  | 77,50     |
|       | Chinecherem Nnamdi       | Nigeria                      | 73,24      | 61,17      | x          | 67,34                                  | x                                      | 67,96                                  | 73,24     |
| 4     | Othow Okello Ojulu       | Äthiopien                    | 69,79      | 66,18      | 65,84      | 71,55                                  | 67,88                                  | x                                      | 71,55     |
| 5     | Claude Gastien Chamaken  | Kamerun                      | 66,27      | 62,27      | 71,44      | 63,26                                  | x                                      | 68,85                                  | 71,44     |
| 6     | Ubang Ubank Abola        | Äthiopien                    | 71,28      | 67,27      | 62,64      | x                                      | x                                      | –                                      | 71,28     |
| 7     | Abdellah Charii          | Marokko                      | 68,42      | 69,56      | 69,19      | 68,47                                  | 69,94                                  | x                                      | 69,94     |
| 8     | Kereyu Bulala Berketa    | Äthiopien                    | 67,58      | 65,05      | 69,91      | 67,35                                  | 65,28                                  | x                                      | 69,91     |
| 9     | Samuel Adams Kure        | Nigeria                      | 69,55      | x          | 69,23      | nicht im Finale der besten acht Werfer | nicht im Finale der besten acht Werfer | nicht im Finale der besten acht Werfer | 69,55     |
| 10    | Maged Mohser el-Badry    | Ägypten                      | 69,33      | 68,15      | 67,92      | nicht im Finale der besten acht Werfer | nicht im Finale der besten acht Werfer | nicht im Finale der besten acht Werfer | 69,33     |
| 11    | Lormans Mansiantima Yitu | Demokratische Republik Kongo | x          | 37,64      | 36,29      | nicht im Finale der besten acht Werfer | nicht im Finale der besten acht Werfer | nicht im Finale der besten acht Werfer | 37,64     |

Zeichenerklärung:
– = Versuch ausgelassen, x = Fehlversuch